# حمام هرده
حمام هرده مربوط به دوره قاجار است و در شهرستان نطنز، روستای ابیانه، محله هرده واقع شده و این اثر در تاریخ ۱۱ مرداد ۱۳۸۴ با شمارهٔ ثبت ۱۲۳۳۵ به‌عنوان یکی از آثار ملی ایران به ثبت رسیده است.